# Prognoza
 Ovo je glavno značenje pojma Prognoza. Za druga značenja pogledajte Prognoza (razdvojba).
Prognoza (starogrčki, πρóγνωσις  prognosis-doslovno, "predznanje", "znanje unaprijed") označava izjavu o budućnosti, koje je rezultat ljudske sposobnosti pri uporabi iskustva, intuicije i znanstvenih metoda.
Metode uključuju procjene ili saznanja o uvjetima ili razvitcima koji bi se mogli dogoditi u budućnosti. 
Za razliku od hipoteza, prognoze ocjenjuje razinu pouzdanosti. U usporedbi s jednostavnim predviđanjem temelji se na znanstvenim dokazima.
Znanost i metodologija koja se bavi prognozama je prognostika a u širem smislu futurologija.
. (Alan Kay, računalni znanstvenik)